# Bureau of Land Management
Das Bureau of Land Management (BLM; deutsch Landverwaltungsamt) ist eine dem US-amerikanischen Innenministerium unterstellte Behörde, der seit ihrer Gründung im Jahr 1946 die Verwaltung und wirtschaftliche Verwertung von öffentlichem Land in den Vereinigten Staaten obliegt. Das BLM mit Sitz in Washington, D.C. und rund 10.000 Mitarbeitern ist zuständig für ein rund 1.050.000 km² großes – nicht zusammenhängendes – Gebiet (das entspricht etwa der dreifachen Fläche Deutschlands) überwiegend im westlichen Teil der Vereinigten Staaten inklusive Alaskas. Die Hauptfunktion des BLM ist die Vergabe von Lizenzen zur Förderung von Erdöl und Erdgas im Binnenland, für die Gewinnung von Bodenschätzen, den Abbau von Massenrohstoffen wie Kies und die Vergabe von Flächen zur Beweidung öffentlichen Lands an Rancher. Die Behörde hatte im Jahr 2012 einen Haushalt von 1,232 Milliarden Dollar.
Seit Mitte der 1990er Jahre wurden große Flächen des vom Bureau of Land Management betreuten Lands unter Naturschutz gestellt, so dass die Behörde seitdem auch einer der wichtigsten Verwalter von Schutzgebieten ist. Größtes Schutzgebiet des BLM ist das Grand Staircase-Escalante National Monument im südlichen Utah, weitere großflächige National Monuments und andere Schutzgebiete ballen sich insbesondere auf dem Colorado-Plateau.

## Vorgeschichte
Obwohl das BLM in seiner heutigen Form erst seit dem Jahr 1946 besteht, reicht die Geschichte der Bundesbehörde bis zum Anfang des 19. Jahrhunderts zurück, als die Vorgängerverwaltung gegründet wurde. 1812 bewilligte der US-amerikanische Kongress die Einrichtung eines – dem Finanzministerium unterstellten – General Land Office (Allg. Landesamt), um die öffentlichen Ländereien (public lands) im Bundesbesitz des jungen amerikanischen Staates zu verwalten. In den ursprünglichen im Amerikanischen Unabhängigkeitskrieg (1775–1783) von der britischen Krone losgelösten Dreizehn Kolonien an der Ostküste gab es keinen Bundesbesitz, da die Vereinigten Staaten erst nach den Staaten gegründet wurden. So war die neue Behörde fast ausschließlich für das im Louisiana Purchase erworbene und überwiegend von den Great Plains überzogene Land im zentralen Teil der heutigen USA zuständig. Mitte des 19. Jahrhunderts wurde dem General Land Office auch das nach dem Krieg mit Mexiko (1848) eroberte Gebiet der westlichen USA unterstellt, wo heute – insbesondere auf dem Colorado-Plateau, der Mojave-Wüste und im Großen Becken – das Zentrum der Aktivitäten des BLM liegt.
Gemäß den Gesetzesvorgaben überwachte die Behörde die Landbesiedelung und -nutzung, die der Kongress durch weitreichende Gesetze förderte. In land grants stellte die Bundesregierung Flächen den Bundesstaaten, Indianervölkern, Eisenbahnprojekten aber auch Veteranen der Streitkräfte der Vereinigten Staaten und im Rahmen des Homestead Acts individuellen Siedlern zur Verfügung. Wälder wurden dem United States Forest Service (USFS) übertragen und von diesem als Nationalforste verwaltet. Mit dem Mineral Leasing Act wurde 1920 gesetzlich geregelt, unter welchen Bedingungen Pachtverträge zur Förderung natürlicher Ressourcen – wie Kohle, Erdöl oder Erdgas – erteilt werden.
Im Jahr 1946 wurde das General Land Office mit dem United States Grazing Service, einer erst zwölf Jahre zuvor gegründeten Behörde, die mit der Verwaltung der öffentlichen Weideländern beauftragt war, unter dem Dach des US-Innenministeriums zum Bureau of Land Management zusammengeschlossen.

## Aufgaben

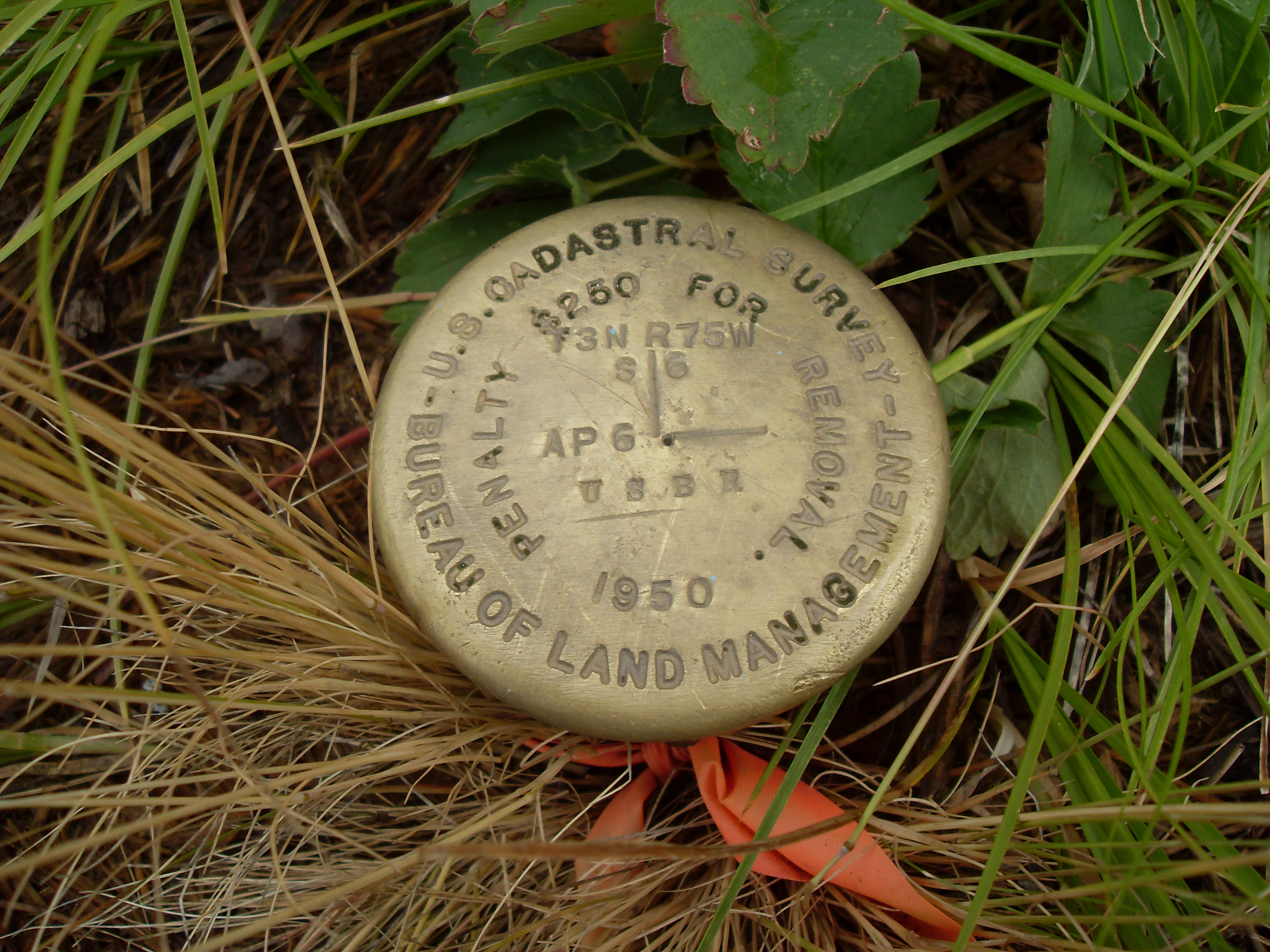
BLM Geodetic control point aus dem Jahr 1950 in Colorado

Das BLM ist zuständig für die Verwaltung und wirtschaftliche Nutzung von Grundbesitz in Bundesbesitz, soweit die Flächen nicht anderen Zwecken gewidmet sind. Es betreut daher gewaltige Gebiete vorwiegend im Westen der Vereinigten Staaten. Weitere große Verwaltungen von Ländereien in Bundesbesitz sind der National Park Service (NPS) und der United States Forest Service. Hinzu kommen der Fish and Wildlife Service und das Bureau of Reclamation, Behörden mit ähnlicher Zuständigkeit aber wesentlich kleineren Flächen. Anders als der NPS, dem vom US-amerikanischen Kongress die Verantwortung für die besonders attraktiven Nationalparks und -monumente (sowie weiterer Natur- und Kulturdenkmäler) übertragen wurde, und dem über die Nationalforste wachenden USFS, blieben dem BLM nur die verbleibenden öffentlichen Ländereien. Diese umfassen mehrheitlich minderwertige Weidelandschaften und Wüstenregionen, die für Siedler zu unattraktiv und für die Bundesregierung für eine Naturdenkmal-Deklaration zu unspektakulär waren. Ihr teilweise hoher ökologischer Wert wurde erst später bedeutsam.
In der Praxis ist das BLM in erster Linie für eine wirtschaftliche Nutzung der Ländereien verantwortlich und somit Ansprechpartner für Rancher, Ölförderer und Bergbaugesellschaften, was der Behörde schnell eine Verballhornung ihres Namens in Bureau of Livestock and Mining (Amt für Viehhaltung und Bergbau) einbrachte. Auf Grund unzähliger und sich teilweise widersprechender Gesetze gestaltete sich die Landverwaltung für das BLM jedoch schwierig, und obendrein war sie mit unzureichenden Vollmachten zur Durchsetzung ihrer Vorgaben ausgestattet. Diese erhielt sie erst im Jahre 1976, als der Kongress mit der Verabschiedung des Federal Land Policy and Management Act die Notwendigkeit anerkannte, die öffentlichen Ländereien aus ökonomischen wie auch ökologischen Gründen im Bundesbesitz zu belassen und hierfür die notwendigen gesetzlichen Bestimmungen zu schaffen. Das damals für Naturschutzzwecke unter dem Dach des BLM geschaffene National Landscape Conservation System hatte jedoch für die nächsten zwanzig Jahre keine größeren Außenwirkungen.
Die konsequente Ausrichtung an der wirtschaftlichen Verwertung der ihm unterstellten Flächen wird dem Bureau of Land Management häufig zum Vorwurf gemacht. Insbesondere für ihre Landpolitik im US-Bundesstaat Nevada, der zu mehr als 80 Prozent aus öffentlichen Ländereien des BLM besteht, geriet die Behörde auf Grund ihres strengen Vorgehens gegen die Westlichen Shoshonen in die Kritik. Die indigene Bevölkerung wehrt sich seit Jahrzehnten gegen die fortschreitende Enteignung jenes Territoriums, das ihnen 1863 im Vertrag von Ruby Valley zugesprochen, aber dennoch im Jahre 1934 als „öffentliches Land“ der Vorgängerbehörde des BLM unterstellt worden war. Die in der Halbwüste Nevadas vor allem vom Ranching lebenden Shoshonen waren somit ebenfalls an die Gebührenpflicht für auf dem BLM-Land weidende Vieh gebunden, konnten und wollten diese aber nicht entrichten. Um den Widerstand der Indianer zu brechen, führte das BLM Zwangsmaßnahmen durch, die bis zu einer Konfiszierung von Viehbeständen reichten.
Gegen die seit den 1960er Jahren in Nevada verstärkte und vom BLM durch Lizenzvergaben geförderte Goldgewinnung wehrten sich in der Vergangenheit neben der indigenen Bevölkerung – darunter die 2005 verstorbene Trägerin des Right Livelihood Award Mary Dann – auch Umweltschutzorganisationen. Diese verwiesen auf Grund der umweltschädlichen Abbaumethoden der Firmen auf die Orientierung an Wirtschaftlichkeit des Bureau of Land Management, die mit der naturschützenden Mission der Behörde nicht in Einklang zu bringen sei.

## Schutzgebiete unter BLM-Verwaltung

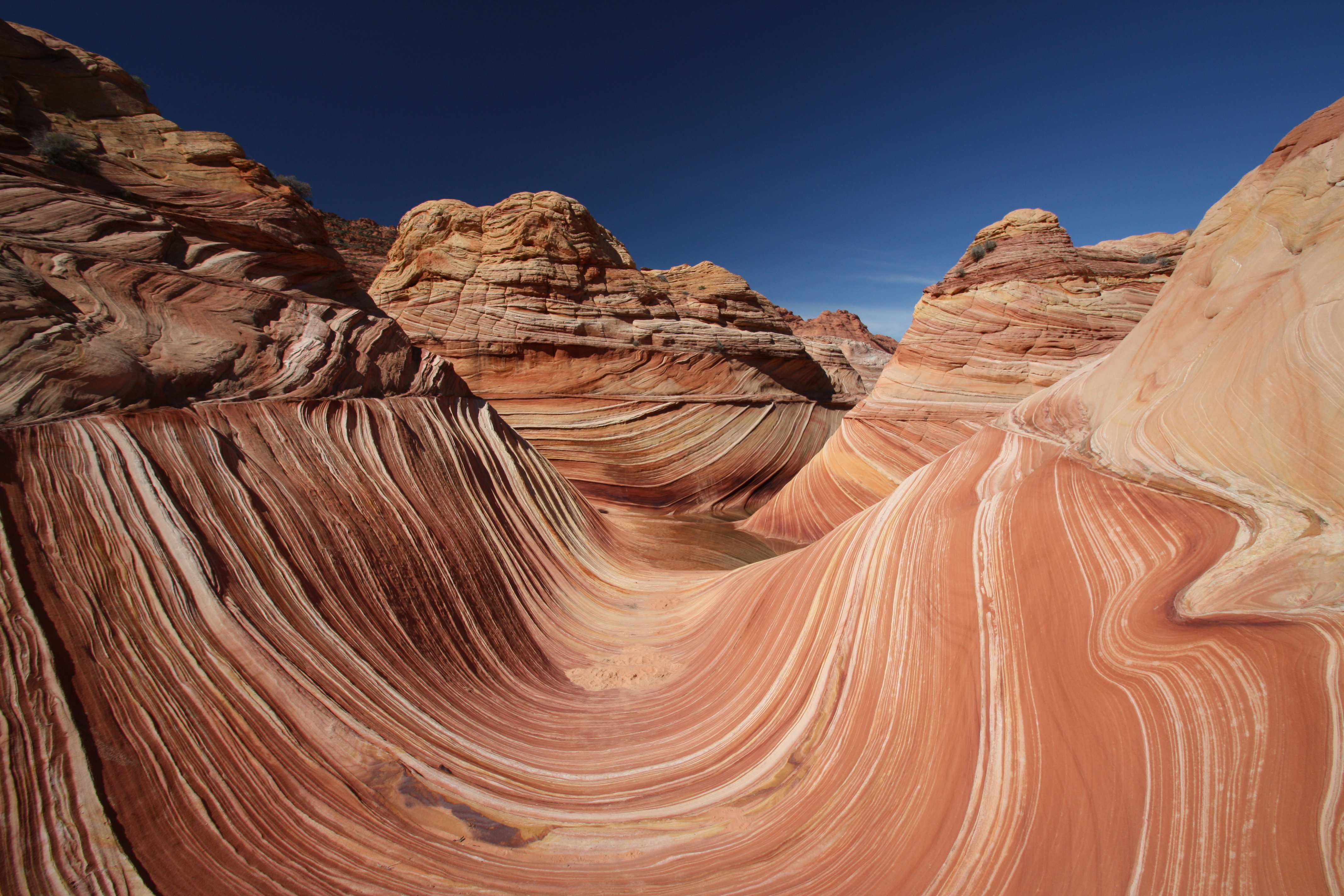
Die Wave im Vermilion Cliffs National Monument

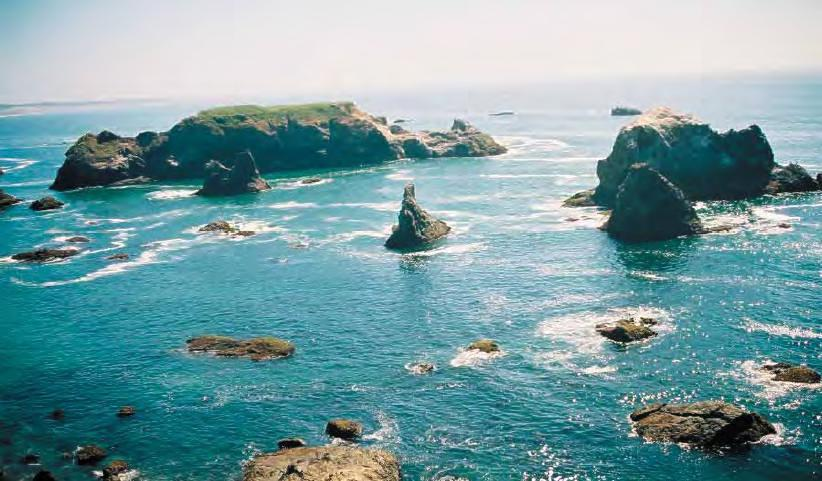
California Coastal National Monument

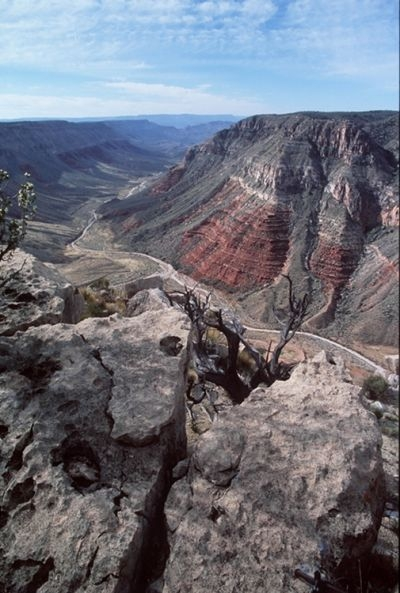
Seitencanyon im Grand Canyon-Parashant National Monument

Während der Amtszeit von Präsident Bill Clinton erweiterte sich die Ausrichtung des BLM. Er nutzte das ihm nach dem Antiquities Act von 1906 zustehende Recht, einseitig und ohne Konsultation oder Zustimmung des US-Kongresses und der betroffenen Bundesstaaten National Monuments auszuweisen. Beginnend im Jahr 1996 mit dem Grand Staircase-Escalante, dem – nach den Misty Fjords in Alaska – zweitgrößten National Monument der Vereinigten Staaten und fortgesetzt im Jahr 2000 wies er gewaltige Flächen im Bundesbesitz als Naturschutzgebiete aus, unterstellte sie dem aufgewerteten National Landscape Conservation System des BLM und entzog sie so weitgehend der künftigen wirtschaftlichen Nutzung. Mitte Januar 2001, wenige Tage vor der Amtsübergabe an seinen Nachfolger George W. Bush, wies er noch einmal acht National Monuments aus, davon fünf in Zuständigkeit des BLM.
Zugleich verstärkte das BLM seine am Konzept der Natur- und Kulturinterpretation ausgerichtete Informations- und Bildungsarbeit, indem es 1999 eine Interpretive Strategy vorlegte, die es in den Folgejahren mit einigem Nachdruck umsetzte.
Das Bureau of Land Management verfügt mittlerweile über 18 Besucherzentren und verwaltet insgesamt 16 National Monuments, einige davon in Zusammenarbeit mit anderen Bundesbehörden.

### Nationalmonumente
- Agua Fria National Monument (Arizona)
- Bears Ears National Monument (Utah) – gemeinsam mit dem United States Forest Service
- Berryessa Snow Mountain National Monument (Kalifornien) – gemeinsam mit dem United States Forest Service
- California Coastal National Monument (Kalifornien)
- Canyons of the Ancients National Monument (Colorado)
- Carrizo Plain National Monument (Kalifornien)
- Cascade-Siskiyou National Monument (Oregon)
- Craters of the Moon National Monument (Idaho) – gemeinsam mit dem National Park Service
- Chuckwalla National Monument (Kalifornien) – gemeinsam mit Indianerstämmen
- Gold Butte National Monument (Nevada)
- Grand Canyon-Parashant National Monument (Arizona) – gemeinsam mit dem National Park Service
- Grand Staircase-Escalante National Monument (Utah)
- Ironwood Forest National Monument (Arizona)
- Kasha-Katuwe Tent Rocks National Monument (New Mexico)
- Pompeys Pillar National Monument (Montana)
- Prehistoric Trackways National Monument (New Mexico)
- Santa Rosa and San Jacinto Mountains National Monument (Kalifornien) – gemeinsam mit dem United States Forest Service
- Sonoran Desert National Monument (Arizona)
- Upper Missouri River Breaks National Monument (Montana)
- Vermilion Cliffs National Monument (Arizona)

Außerdem unterstehen dem National Landscape Conservation System des BLM auch elf so genannte National Conservation Areas, Gebiete mit geringerem Schutzniveau. Hier ist eine wirtschaftliche Nutzung meist nur eingeschränkt. Sowohl in die National Monuments wie die National Conservation Areas sind einzelne Wilderness Areas eingestreut, diese haben Wildnis-Charakter und stellen die strengsten Schutzgebiete der Vereinigten Staaten dar.